# Биголоморфное отображение

Биголоморфная отображение обобщает конформное отображение

Биголомо́рфное отображе́ние ― в теории функций нескольких комплексных переменных, обобщение однолистного конформного отображения на случай нескольких комплексных переменных.
В математике для функций одной переменной имеются конформные отображения с хорошими свойствами. Но в случае двух переменных и более конформность отсутствует. Аналог конформного отображения здесь — биголоморфное отображение.
Имеют место следующие синонимы: голоморфный изоморфизм, голоморфизм, псевдоконформное отображение, однолистное отображение, биголоморфизм.

## Определение
Биголоморфное отображение — отображение {\displaystyle f} области {\displaystyle D} комплексного пространства {\displaystyle \mathbb {C} ^{n}}, {\displaystyle D\subset \mathbb {C} ^{n}}, голоморфное в {\displaystyle D}, а также обладающее обратным отображением {\displaystyle g=f^{-1}}, которое также голоморфно в {\displaystyle G=f(D)}.
Области {\displaystyle D_{1}} и {\displaystyle D_{2}} биголоморфно эквивалентны, {\displaystyle D_{1}\sim D_{2}}, когда имеется биголоморфное отображение {\displaystyle D_{1}} на {\displaystyle D_{2}}.
Предложение 1. Отображение биголоморфно, если оно голоморфно и взаимно однозначно.
Это предложение иногда используют при определении биголоморфного отображения.
Биголоморфное отображение — голоморфное взаимно однозначное отображение области {\displaystyle D\subset \mathbb {C} ^{n}} на область {\displaystyle D'\subset \mathbb {C} ^{n}}. Любое биголоморфное отображение невырождено в {\displaystyle D}.
Предложение 2. Отображение, обратное к биголоморфному отображению, всегда биголоморфно.
Отсюда следует, что биголоморфное отображение гомеоморфно глобально, а не только локально.
Голоморфный изоморфизм — синоним биголоморфного отображения {\displaystyle f\colon D\to G=f(D)}, при этом области {\displaystyle D} и {\displaystyle G} биголоморфно эквивалентны.

Голоморфный автоморфизм — голоморфный изоморфизм области {\displaystyle D} на себя.
Биголоморфность не совпадает с конформностью уже при {\displaystyle n>1}. Так, в двумерном комплексном пространстве {\displaystyle \mathbb {C} ^{2}} отображение
{\displaystyle (z_{1},\,z_{2})\to (z_{1},\,2z_{2})}
биголоморфно, но не конформно. С другой стороны, на комплексной плоскости {\displaystyle \mathbb {C} } отображение
{\displaystyle z\to {\frac {z}{|z|^{2}}}}
конформно, но ни голоморфно, ни антиголоморфно.

## Группы голоморфных автоморфизмов
Рассмотрим произвольное комплексное пространство {\displaystyle \mathbb {C} ^{n}(z)}. Пусть {\displaystyle D} — его любая область, то есть открытое связное подмножество. Множество голоморфных автоморфизмов {\displaystyle \varphi \colon D\to D} области {\displaystyle D} составляют группу автоморфизмов {\displaystyle \operatorname {Aut} D}: групповая операция — композиция автоморфизмов {\displaystyle \varphi _{2}\circ \varphi _{1}}, единица группы — тождественное отображение {\displaystyle e\colon z\to z}, обратный элемент к {\displaystyle \varphi } – отображение {\displaystyle z=\varphi ^{-1}(w)}, обратное к {\displaystyle w=\varphi (z)}.
Богатство группы голоморфных автоморфизмов некоторой области влечёт богатство биголоморфных отображений на неё любой другой области. Это утверждение следует из следующей теоремы.
Теорема 1. Произвольное фиксированное биголоморфное отображение (голоморфный изоморфизм) {\displaystyle f\colon D\to G=f(D)} задаёт групповой изоморфизм {\displaystyle f_{*}\colon \operatorname {Aut} D\to \operatorname {Aut} G} по следующей формуле:
{\displaystyle f_{*}\colon \varphi \to f\circ \varphi \circ f^{-1},\quad } {\displaystyle \varphi \in \operatorname {Aut} D.}
При любом голоморфном автоморфизме {\displaystyle \varphi \in \operatorname {Aut} D} его образ {\displaystyle f_{*}(\varphi )=f\circ \varphi \circ f^{-1}} есть некоторый голоморфный автоморфизм в {\displaystyle \operatorname {Aut} G}. С другой стороны, пусть {\displaystyle \psi \in \operatorname {Aut} G} — произвольный голоморфный автоморфизм, тогда его образ {\displaystyle \varphi _{0}=f^{-1}\circ \psi \circ f} есть некоторый голоморфный автоморфизм {\displaystyle \varphi _{0}\in \operatorname {Aut} D}, причём имеет место следующее равенство:
{\displaystyle \psi =f\circ \varphi _{0}\circ f^{-1}}.
Эта теорема показывает, что условие изоморфности групп {\displaystyle \operatorname {Aut} D} и {\displaystyle \operatorname {Aut} G} голоморфных автоморфизмов необходимо для того, чтобы области {\displaystyle D} и {\displaystyle G} были биголоморфно эквивалентны. Но это условие недостаточно, о чём говорит пример различных плоских колец
{\displaystyle D=\{1<|z|<r_{1}\},\quad } {\displaystyle G=\{1<|z|<r_{2}\},\quad } {\displaystyle r_{1}\neq r_{2},}
группы автоморфизмов которых изоморфны, но сами они конформно не эквивалентны.

## Примеры голоморфных автоморфизмов
Рассмотрим вопрос о дробно-линейности голоморфных автоморфизмов. Для комплексной плоскости {\displaystyle \mathbb {C} (z)} её произвольный голоморфный автоморфизм дробно-линеен, также как и голоморфный автоморфизм круга {\displaystyle \{|z|<R\}} произвольного радиуса {\displaystyle R}.
Кроме того, для комплексного пространства {\displaystyle \mathbb {C} ^{n}(z)}, {\displaystyle n>1}, дробно-линейны голоморфные автоморфизмы ограниченных областей: шаров {\displaystyle \{|z|<R\}} и поликругов {\displaystyle \{\|z\|<R\}} произвольного радиуса {\displaystyle R}.
Но при {\displaystyle n>1} расширение указанных областей на всё комплексное пространство {\displaystyle \mathbb {C} ^{n}} невозможно, поскольку не существует перехода к пределу при {\displaystyle R\to \infty } из-за того, что имеют место нелинейные голоморфные автоморфизмы, например, треугольное преобразование. При этом для компактифицированных (замкнутых) комплексных пространств {\displaystyle {\overline {\mathbb {C} ^{n}}}} и {\displaystyle \mathbb {C} P^{n}} голоморфные автоморфизмы опять суть дробно-линейные преобразования.

### Треугольное преобразование
Рассмотрим двумерное комплексное пространство {\displaystyle \mathbb {C} ^{2}(z_{1},\,z_{2})}.
Треугольное преобразование — преобразование вида
{\displaystyle f\colon (z_{1},\,z_{2})\to (z_{1}+f(z_{2}),\,z_{2}),}
где {\displaystyle f(z_{2})} — любая целая функция одного переменного.
Преобразование, обратное к этому треугольному преобразованию, также есть треугольное преобразование:
{\displaystyle f\colon (w_{1},\,w_{2})\to (w_{1}-f(w_{2}),\,w_{2}).}
Эти преобразования голоморфны в {\displaystyle \mathbb {C} ^{2}}, следовательно, указанное треугольное преобразование есть нелинейный голоморфный автоморфизм в {\displaystyle \mathbb {C} ^{2}}.
Треугольные преобразования образуют группу. В отличие от одномерного случая — комплексной плоскости {\displaystyle \mathbb {C} }, группа биголоморфных преобразований {\displaystyle n}-мерного комплексного пространства {\displaystyle \mathbb {C} ^{n}} бесконечномерна, поскольку бесконечномерна её подгруппа треугольных преобразований (которых не меньше, чем целых функций, которых не меньше, чем многочленов произвольной степени).

### Дробно-линейное преобразование
Рассмотрим в двумерном комплексном пространстве {\displaystyle \mathbb {C} ^{2}} дробно-линейное преобразование следующего вида:
{\displaystyle w_{1}={\frac {a_{11}z_{1}+a_{21}z_{2}+b_{1}}{c_{1}z_{1}+c_{2}z_{2}+d}}}, {\displaystyle w_{2}={\frac {a_{12}z_{1}+a_{22}z_{2}+b_{2}}{c_{1}z_{1}+c_{2}z_{2}+d}}},
{\displaystyle {\begin{vmatrix}a_{11}&a_{21}&b_{1}\\a_{12}&a_{22}&b_{2}\\c_{1}&c_{2}&d\end{vmatrix}}\neq 0}.
Для дальнейшего изложения удобнее вложить комплексное аффинное пространство {\displaystyle \mathbb {C} ^{2}=\{(z_{1},\,z_{2})\}} в комплексное проективное пространство
{\displaystyle \mathbb {C} P^{2}=\{(\zeta _{0}:\zeta _{1}:\zeta _{2})\}}, {\displaystyle \quad \zeta _{0},\zeta _{1},\zeta _{2}\in \mathbb {C} },
{\displaystyle |\zeta _{0}|+|\zeta _{1}|+|\zeta _{2}|\neq 0},
{\displaystyle (\zeta _{0}:\zeta _{1}:\zeta _{2})\sim (\lambda \zeta _{0}:\lambda \zeta _{1}:\lambda \zeta _{2})}, {\displaystyle \quad \lambda \neq 0}.
Пусть теперь {\displaystyle z_{1}={\frac {\zeta _{1}}{\zeta _{0}}}}, {\displaystyle z_{2}={\frac {\zeta _{2}}{\zeta _{0}}}} — некоторое вложение {\displaystyle \mathbb {C} ^{2}\hookrightarrow \mathbb {C} P^{2}}. Такое вложение отождествляет подмножество {\displaystyle (1:\zeta _{1}:\zeta _{2})\subset \mathbb {C} P^{2}} с множеством {\displaystyle \mathbb {C} ^{2}}. В алгебраической терминологии это означает, что
{\displaystyle \mathbb {C} P^{2}=(\mathbb {C} ^{3}\setminus \{0\})/{\sim }}
и, кроме того,
{\displaystyle \mathbb {C} P^{2}=\mathbb {C} ^{2}\cup \mathbb {C} P^{1}=\mathbb {C} ^{2}\cup \mathbb {C} ^{1}\cup \{\infty \}}.
Перепишем указанной дробно-линейное преобразование в однородных координатах:
{\displaystyle {\frac {\omega _{1}}{\omega _{0}}}={\frac {a_{11}{\frac {\zeta _{1}}{\zeta _{0}}}+a_{21}{\frac {\zeta _{2}}{\zeta _{0}}}+b_{1}}{c_{1}{\frac {\zeta _{1}}{\zeta _{0}}}+c_{2}{\frac {\zeta _{2}}{\zeta _{0}}}+d}}}, {\displaystyle {\frac {\omega _{2}}{\omega _{0}}}={\frac {a_{12}{\frac {\zeta _{1}}{\zeta _{0}}}+a_{22}{\frac {\zeta _{2}}{\zeta _{0}}}+b_{2}}{c_{1}{\frac {\zeta _{1}}{\zeta _{0}}}+c_{2}{\frac {\zeta _{2}}{\zeta _{0}}}+d}}},
в матричной форме получим:
{\displaystyle {\begin{pmatrix}\omega _{0}\\\omega _{1}\\\omega _{2}\end{pmatrix}}={\begin{pmatrix}d&c_{1}&c_{2}\\b_{1}&a_{11}&a_{21}\\b_{2}&a_{12}&a_{22}\end{pmatrix}}{\begin{pmatrix}\zeta _{0}\\\zeta _{1}\\\zeta _{2}\end{pmatrix}}},
что означает, что эти дробно-линейные преобразования образуют проективную группу {\displaystyle PGL_{3}(\mathbb {C} )} комплексной размерности 8 комплексного проективного пространства {\displaystyle \mathbb {C} P^{2}}. Обобщая, можно сказать, что произвольное преобразование из {\displaystyle PGL_{n}} определяется {\displaystyle (n+1)} точкой. Индекс {\displaystyle n} у группы {\displaystyle PGL} — это размерность объемлющего комплексного пространства, а соответствующее проективное пространство размерности на единицу меньше.
В качестве примера построим дробно-линейное преобразование {\displaystyle \mathbb {C} ^{2}\setminus \mathbb {C} \to \mathbb {C} ^{2}\setminus \mathbb {C} }. Возьмём преобразование
{\displaystyle w_{1}={\frac {2z_{1}}{z_{2}+i}}}, {\displaystyle \quad w_{2}={\frac {z_{2}-i}{z_{2}+i}}},
обратное ему будет
{\displaystyle z_{1}=-i{\frac {w_{1}}{w_{2}-1}}}, {\displaystyle \quad z_{2}=-i{\frac {w_{2}+1}{w_{2}-1}}},
причём непосредственно выясняются следующие равнозначности:
{\displaystyle |w_{2}|<1\Leftrightarrow \operatorname {Im} z_{2}>0},
{\displaystyle |w_{1}|^{2}+|w_{2}|^{2}<1\Leftrightarrow \operatorname {Im} z_{2}>|z|^{2}},
что означает, что построено следующее преобразование:
{\displaystyle \mathbb {C} ^{2}\setminus \{z_{2}+i=0\}\leftrightarrow \mathbb {C} ^{2}\setminus \{z_{2}-1=0\}}.